# Psilochorema folioharpax
Psilochorema folioharpax là một loài Trichoptera trong họ Hydrobiosidae. Chúng phân bố ở miền Australasia.